# FC Vado
Der FC Vado (offiziell: Football Club Vado) ist ein italienischer Fußballverein aus Vado Ligure, einer Stadt aus der Region Ligurien. Die Vereinsfarben sind Rot und Blau. Als Stadion dient dem Verein das Stadio Ferruccio Chittolina in Vado Ligure, es bietet Platz für 2.000 Zuschauer.

## Geschichte
Der im Jahr 1913 gegründete Verein ging für die Ewigkeit in die Geschichte des italienischen Fußballs ein, als er bei der ersten Austragung des nationalen Pokalwettbewerbs im Jahr 1922 für die Sensation sorgte und somit den ersten und bisher einzigen Titelgewinn der Vereinsgeschichte errang. Auf dem Weg ins Endspiel wurden dabei die Genueser Vereine Fiorente Genova und Molassana Genova sowie Juventus Italia Milano, Pro Livorno und Libertas Firenze besiegt. Das Finalspiel in Genua am 16. Juli 1922 wurde zugunsten des FC Vado entschieden. Nachdem in der regulären Spielzeit keine Tore fielen, erzielte der ligurische Verein in der Verlängerung den einzigen Treffer und sorgte mit dem Sieg über Udinese Calcio für den Gewinn der Coppa Italia. Der Torschütze zum Siegtreffer Virgilio Felice Levratto ging später unter anderem für den CFC Genua und Ambrosiana-Inter auf Torejagd und wurde zudem mehrmals in die italienische Nationalmannschaft einberufen.
Nachdem der Verein in den Anfangsjahren seine Partien in den regionalen Amateurligen absolviert hatte, gelang im Jahr 1932 der erstmalige Aufstieg in die Serie C. Acht Jahre später fiel die Mannschaft wieder in die Amateurligen zurück. Die folgenden Jahre verbrachte der Verein größtenteils in den ligurischen Amateurligen und konnte nicht mehr an die Erfolge der 1920er und 30er Jahre anknüpfen. In den 40er und 50er Jahren folgten noch einige Spielzeiten in der Serie C und danach in der vierthöchsten Liga.
Zu Beginn des neuen Jahrtausends nahm Vado am Spielbetrieb der fünftklassigen Serie D teil, konnte jedoch keine nennenswerte Erfolge verbuchen und fiel wenige Jahre später erneut in die Amateursektion zurück.
Die Saison 2007/08 in der Serie D wurde als Zweitletzter des Girone A abgeschlossen, wodurch Vado den Gang in die Eccellenza Liguria antreten musste. Ein Jahr später verfehlte der Verein auch in der sechsthöchsten Ligastufe den Klassenerhalt und ist in der Saison 2009/10 in der Promozione Liguria aktiv.

## Erfolge
- Coppa Italia: 1922